# Iphinoe maeotica
Iphinoe maeotica är en kräftdjursart som beskrevs av Sowinskyi 1893. Iphinoe maeotica ingår i släktet Iphinoe och familjen Bodotriidae. Inga underarter finns listade i Catalogue of Life.